# Межа (посёлок, Тверская область)
Межа — поселок в Нелидовском городском округе Тверской области.

## География

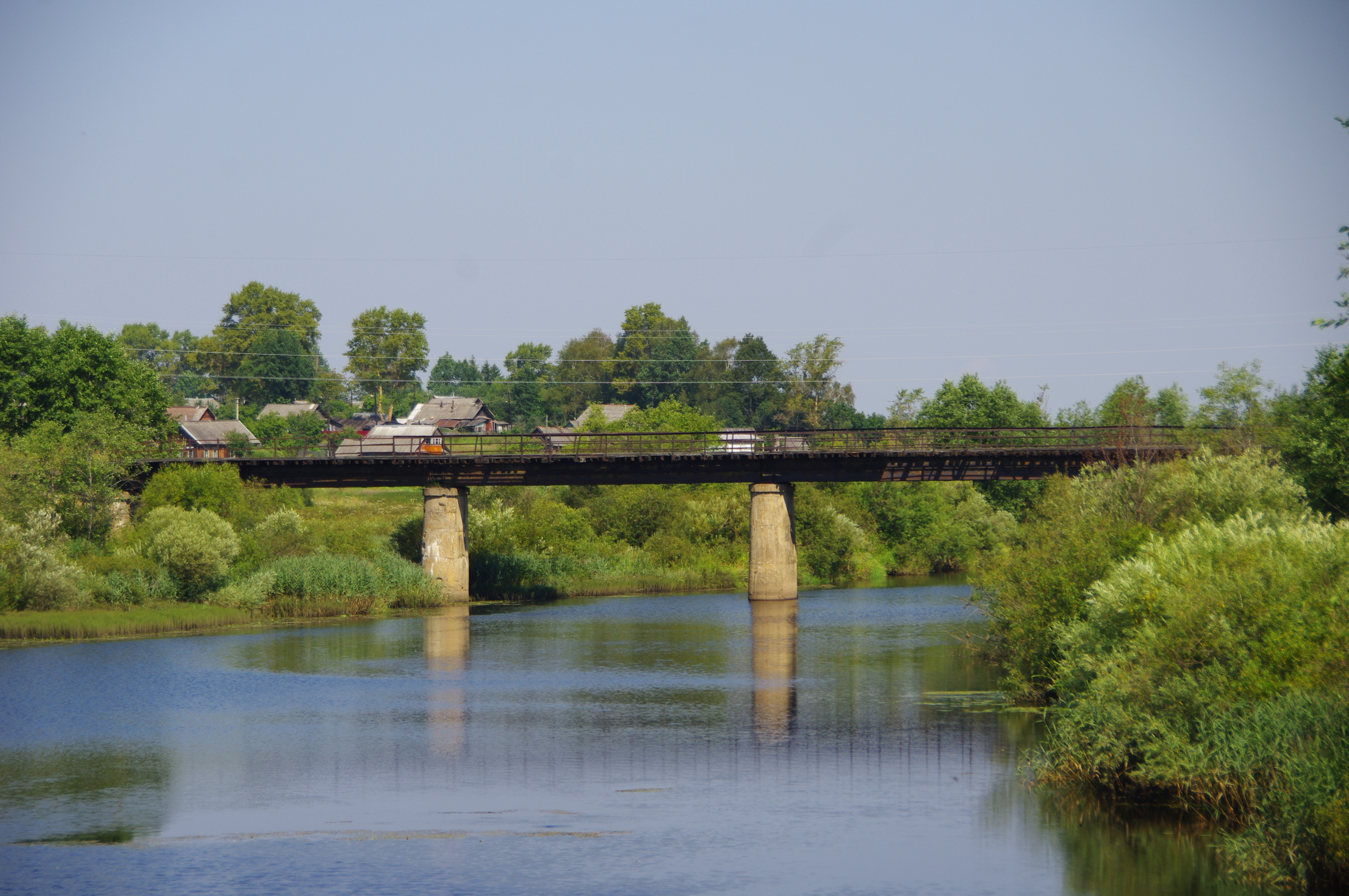
Мост через реку Межа в посёлке

Находится в юго-западной части Тверской области на правом берегу реки Межа, напротив юго-западной части города Нелидово.

## История
На карте 1941 года еще не был отмечен. В 1947—1948 годах отсюда до поселка Тросно была построена узкоколейная железная дорога для вывоза леса. В 1990-х годах лесодобывающее предприятие развалилось. До 2018 года поселок входил в состав ныне упразднённого Нелидовского сельского поселения.

## Население
Численность населения: 476 человек (русские 97 %) в 2002 году, 510 в 2010.